# Pontiac (hövding)
Pontiac, egentligen Obwandiyag, född mellan 1712 och 1725, död 20 april 1769, hövding för ottawastammen.
Pontiac allierade sig i kriget mellan fransmännen och britterna i Nordamerika på fransmännens sida och förde befäl under delar av trupperna i samband med massakern på general Edward Braddocks kår 1755. Pontiac försökte senare samla stammarna i området kring de stora sjöarna mot den brittiska ockupationen av området genom Pontiacs uppror 1763, som fått hans namn. Sedan britterna fört in allt större resurser i området tvingades han 1766 sluta fred, ett avtal han sedan höll fram till dess att han mördades tre år senare.
Bilmärket Pontiac uppkallades efter honom.